# Volker Mohnen
Volker Armin Mohnen (* 11. März 1937 in Stuttgart; † 5. Juni 2022) war ein deutsch-amerikanischer Atmosphärenforscher und Hochschullehrer an der University at Albany, The State University of New York, der im Umfeld der Luftverschmutzung forschte.

## Leben und Werdegang
Volker Armin Mohnen, Sohn von Otto Mohnen und Maria geb. Gerstl, studierte bis zum Vordiplom 1959 in Karlsruhe und absolvierte sein Physik-Diplom 1963 in München. Ebenda wurde er 1966 mit einer Dissertation über Untersuchungen über die Anlagerung von neutralen und elektrisch geladenen Emanations-Folgeprodukten an Aerosole zum Dr. rer. pol. promoviert.
Von 1967 bis 1984 war er am Forschungszentrum für Atmosphärische Wissenschaften der State University of New York in Albany (New York) angestellt, zuletzt als Direktor. In derselben Zeit war er Professor am Institut für Atmosphärenforschung und ab 1985 Institutsleiter. 
Mohnen war als Berater tätig für zahlreiche öffentliche Einrichtungen in den USA sowie Firmen im Umfeld von Luftverschmutzung und Atmosphärenforschung, unter anderem das NASA Lewis Research Center, American Transport Association, American Petroleum Institute, Environmental Protection Agency sowie General Electric und Sterling-Winthrop Research Institute. Er gehörte einem Gremium von fünf Wissenschaftlern an, das den damaligen US-Präsidenten Ronald Reagan zu Fragen des sauren Regens beriet.
Mohnen war verheiratet und hatte zwei Kinder. Nach seiner Pensionierung kehrte er nach Deutschland zurück. Er wurde auf dem Friedhof Garmisch begraben.

## Ehrungen und Mitgliedschaften
Mohnen wurde zum Fellow der American Association for the Advancement of Science sowie der New York Academy of Sciences ernannt.

## Veröffentlichungen (Auswahl)
Laut Scopus hat Mohnen 76 Artikel in wissenschaftlichen Zeitschriften veröffentlicht, darunter u. a.
- Mohnen, V.A., 1988. The challenge of acid rain. Scientific American 259(2): 30–38.
- Mohnen, V.A. und J.A. Kadlecek, 1989. Cloud chemistry research at Whiteface Mountain. Tellus 41B:79–91.
- Mohnen, V.A. und W.-C. Wang, 1992. An overview of global warming. J. Environmental Toxicology and Chemistry (SETAC), 11:1051–1059.
- Mohnen, V.A. und R.J. Vong, 1993. A climatology of cloud chemistry for the eastern United States derived from the Mountain Cloud Chemistry Project. J. Environmental Reviews 1:38–54.
- Mohnen, V.A., W. Goldstein und W.-C. Wang, 1993. Tropospheric ozone and climate change. J. Air & Waste 43:1332–1344.